# Fužine (Gorenja vas – Poljane, Slovenija)
Fužine je naselje u slovenskoj Općini Gorenjoj vasi - Poljane. Fužine se nalazi u pokrajini Gorenjskoj i statističkoj regiji Gorenjskoj. 

## Stanovništvo
Prema popisu stanovništva iz 2002. godine naselje je imalo 98 stanovnika.